# 一二·九运动

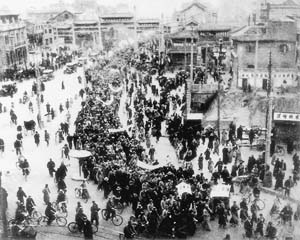
北平学生在一二·九当天的游行

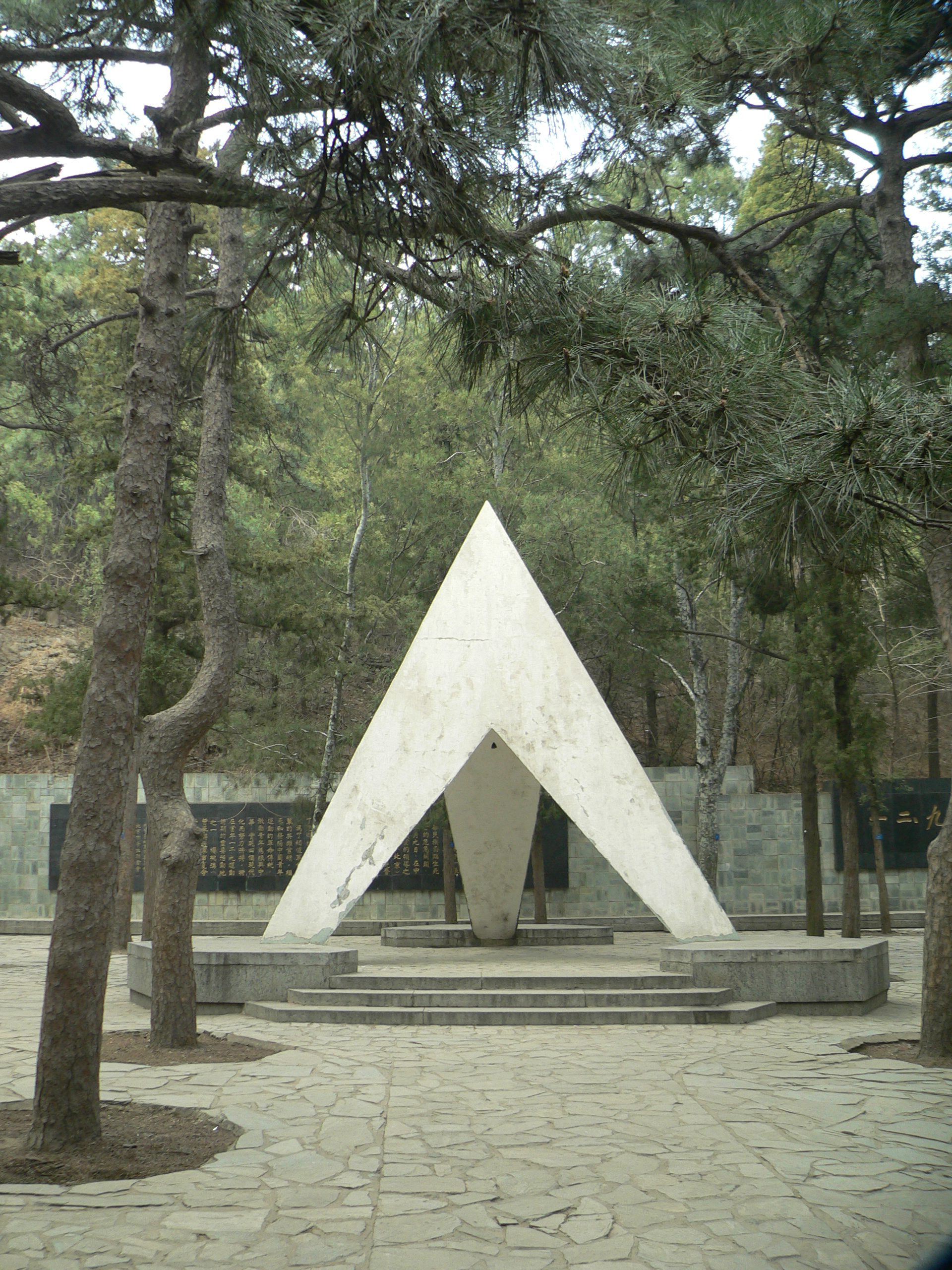
北京植物园樱桃沟内的一二九运动纪念亭

一二·九运动，指1935年12月9日由中共北平临时市委的彭涛等人通过「北平大中学校抗日救国学生联合会」（简称“北平学联”）发动的要求“停止攘外必先安内、一致对外抗日”的学生运动。中共對之定性為抗日民主運動、爱国民主运动、抗日救亡运动。是中國學生運動史重要一頁。
狭义的“一二·九运动”是指1935年12月9日的北平市大、中学校学生上街请愿游行，以及12月16日北平市更大规模的学生游行活动，和1936年1月初“平津学生南下扩大宣传团”，还包括同时期受北平12·9、12·16游行的影响在全国20多个城市掀起的学生运动与社会响应。这一阶段是受中共《八一宣言》思想影响下，以中共党员与共青团员为领导核心发动起来的学生运动。广义的“一二·九运动”还包括1936年2月1日成立的北平“民族解放先锋队”，“民先”运动很快扩大为全国及海外并历时三年的青年学生的抗日救亡运动，直至1938年11月中共中央决定“民先”停止发展，“民先”成员符合条件的可以入党。广义的“一二·九运动”是直接在中共党组织领导之下，包括1936年1月底成立的中共北平市委下属的学联党团、1936年4月成立的中共北平市委学生工作委员会，以后成立的中共中央青年工作委员会。

## 背景
日本于1931年占领中国东北地区后，继续向华北步步进逼。1933年爆发长城抗战，热河省被日军占领。國民政府對日本之態度，激起中國國内許多人士不滿，給正遭圍剿的中國共產黨有機會擴大影響力。
九一八事变后，中国国民党一直秉持“攘外必先安内”的政策，围剿镇压中国共产党的组织与势力，对日本对中国进行的不断侵略处于被动状态，导致中国东北地区辽、吉、黑三省与热河省被日本军队全部占领。日本当局操控“华北特殊化”、“华北五省自治”，逼迫国民政府与中国国民党不断退让，签订塘沽协定、何梅协定、秦土协定，从华北撤出党、政、军、宪、特力量，成立以宋哲元为首的推行“华北高度自治”的冀察政务委员会，华北局势岌岌可危。在这种局势下，北平的知识分子和知识青年走上街头，抗议国民政府不对日本进行反击，请愿要求國民黨放棄其「攘外必先安內」的主張。中共北平临时市委的彭涛成功透過潛伏在燕大、清華和东北大学的地下共產黨員、共青团员及他們所設立的学生組織，鼓动學生的愛國熱忱，在國內製造盡快與日本開戰的輿論。胡適等學者曾用了二十多日勸喻學生「安心求學」，以失敗告終。在期間，胡適甚至收到來自一名熱血青年的恐嚇信。
在《何梅协定》签订后，华北局势日益危急。1935年6 、7月间，日本通过《秦土协定》控制察哈尔省，10月指使殷汝耕發動「冀東事變」，在河北省建立冀东防共自治政府。李守信與德王籌備蒙古軍政府，大力策动“华北特殊化”、“华北五省自治”。何应钦为首的中央军、国民党河北省党部、北平市党部、宪兵三团于1935年9月撤出华北，由29军宋哲元部主政，计划于1935年12月成立宋哲元为主任的冀察政务委员会。

### 知識界的反應
1935年6月，国民党政府颁布了一则《敦睦邦交令》，宣布“以文字、图画或演说为反日宣传者，均处以防害邦交罪论处”。
1935年11月18日由胡適、蔣夢麟、梅貽琦等平津各大學校長教授，聯名公開發表宣言：

近有人假借民意，策動所謂華北自治運動，實行賣國陰謀。天津、北平國立學校全體教職員二千百餘人，堅決反對。同時並深信華北全體民眾均一致反對此種運動。中華民國為吾祖先數千年來披荊斬棘艱難創造之遺產，中華民族為四萬萬共同血統，共同歷史，共同語言文化之同胞組成，絕對不容分裂。大義所在，責無旁貸。吾人當以全力向政府及地方當局請求立即制止這種運動。以保領土而維主權。並盼全國同胞一致奮起，共救危亡。

### 中国共产党在北平的组织情况
1933年3月，国民革命军宪兵三团进驻北平，对共产党、共青团及外围积极分子大逮捕，在國民革命軍的鎮壓下，解散了北平二十多所大中学校的学生组织，学生的抗日活动陷入沉闷。一二·九游行爆发时，整个北平还保持着组织关系的中共党员仅有9人，连共青团员不到20人。北京大学甚至没有学生会（直至12·9请愿游行次日，即1935年12月10日才成立北大学生会）。一二·九运动的主要领导者彭涛，从察哈尔民众抗日同盟军撤退回北平后于1934年考入辅仁大学，以学生身份为掩护，与彭涛过去在平大附中的同学谷景生取得联系，又找到共青团员周小舟（1935年夏从北师大毕业，在北平两专女中任教员），在北平的大中学校开展工作。1935年1月，时在天津的中共河北省委决定建立中共北平市工作委员会（简称市工委），同时恢复共青团北平市委，许子云任市工委书记，王学明（身份为在北平的东北中山中学的学生）任团市委书记。1935年5月，周小舟加入中共。1935年7月，市工委再遭破坏，团市委未遭破坏。河北省委决定重建北平市党的组织，派李常青到北平，宣布成立中共北平市临时工作委员会，简称“临委”，实际上是以团市委代行中共市委职权，任命王学明为临委书记，杨子英为组织部长，彭涛为宣传部长。谷景生为北平左翼文化总同盟（“文总”）和中国左翼作家联盟北方分盟（“左联”）的党团书记。杨子英任“中国民族武装自卫委员会”北平分会书记，周小舟任北平分会宣传部长并主编《抗日新闻》后调去搞北平教师联合会的工作，由黄敬接任负责民族武装自卫委员会的工作。此后在北平大中学校建立20多个武装自卫会分会、会员有500多名，成为后来的北平学联与一二九运动的骨干。1935年9月，冷楚接替杨子英为组织部长。1935年10月，随着登载了共产国际七大的主要文件及中共代表在大会上的发言、中共《八一宣言》的英文版《莫斯科工人日报》与《国际工人通讯》，中文版的《救国时报》传入北平，北平的党组织与大中学校学生了解到要与一切反法西斯力量组成最广泛的统一战线，共同反对法西斯主义的原则精神，这促进了河北、北平党组织对时局的估量和斗争策略与方式上的转变。1935年12月7日，中共河北省委派出特派员李常青来北平，进一步了解情况，与王学明、彭涛、姚依林、黄敬都谈了话，但未表明态度。 一二·九运动初期实际负责人是彭涛并起主要作用，实际前线工作以经验丰富的黄敬为主，谷景生主要做共青团北平市委书记和负责左联工作。1935年12月20日河北省委把王学明与彭涛同时调走，正式派遣林枫到北平成立北平市委，林枫任市委书记。

### 中國共產黨的政策转变
1935年10月，吴玉章在法国巴黎出版的载有中共《八一宣言》的《救国时报》传入北平。宣言指出中国亡国灭种的大祸迫在眉睫，宣称“共产党和苏维埃政府再一次向全体同胞呼吁：无论各党派间在过去和现在有任何政见和利害的不同，无论各界同胞间有任何意见上或利益上的差异，无论各军队间过去和现在有任何敌对行动，大家都应当有‘兄弟阋于墙外御其侮’的真诚觉悟，首先大家都应当停止内战，以便集中一切国力（人力、物力、财力、武力等）去为抗日救国的神圣事业而奋斗。”这直接促成了北平地下党组织与学生运动的转向。
但这时中共中央的瓦窑堡会议（1935年12月17日至25日）尚未召开，上述抗日统一战线的政策转变尚未自上而下按照组织系统传达、贯彻。

## 准备

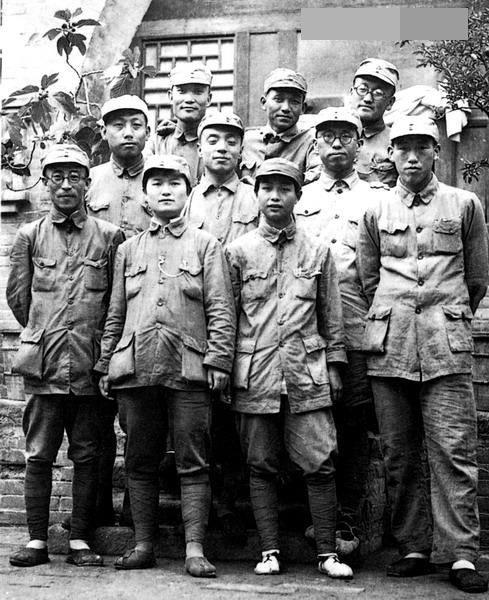
1937年，中共中央北方局和八路军115师部分干部在山西孝义碾头村合影。前排左起：张友清、郭明秋、林月琴、王秉璋，中排左起：林枫、杨尚昆、罗荣桓，后排居中者为115师343旅旅长陈光

1935年七八月间，黄河下游山东境内泛滥成灾，灾民流离失所。在中共北平市工作委员会的领导下，中国共产党的外围组织中华民族武装自卫委员会(简称武卫会)北平分会在西山召开会议，参加者包括彭涛（市临委成员）、周小舟（武卫会宣传部长）、黄敬（北大代表，数学系大一学生，党组织关系尚未接上，22岁）、郭明秋（女一中代表，团员，18岁）、姚依林（清华暑期同学会代表，化学系大一学生，18岁）等人，会上决定在北平组织发起“北平大中学校学生黄河水灾赈济联合会”，简称“赈济会”，8月29日正式成立，总部设于女一中。女一中学生会临时主席吴闺箴被推举为赈济会主席，姚依林担任赈济会秘书，并在北平特别市政府社会局登记备案，取得了公开合法地位。在北平市20余所大中学校组织了赈济会的活动。姚依林后来回忆说：“这个活动开展得比较好，募集所得大约有二千来元(白洋)。我们送了大部分捐款给山东赈灾，……留下约五百元备用。这笔钱即后来‘一二九’运动的经费来源之一。”黄河水灾赈济联合会促进了群众性抗日活动的开展，联合了北平的进步学生，是组建北平学联的前奏。不久，郭明秋担任女一中学生会的正式主席，接任赈济会主席。
1935年10月22日，燕大全体学生大会一致通过决定，授权学生自治会请哲学系研究生高名凯草拟电文，发给正在南京召开的国民党第四届中央委员会第六次全体会议，要求政府开放抗日言论、集会、结社自由，禁止非法逮捕学生。在征得清华大学、北平师大、女一中、贝满女中、北平汇文中学，以及天津的汇文中学、法商学院、河北女师、中西女子学院等校学生会的支持后，此电文作为平津十校学生自治会《为抗日救国、争取自由联合宣言》，连夜印刷，寄送到全国各大中学校、报刊杂志社。并于1935年11月初发表在天津的英文报纸上。
1935年10月底，黄河水灾赈济会工作基本结束。彭涛与黄敬、郭明秋、姚依林开会，一致主张成立一个公开合法的学生群众抗日团体，将救灾活动变为政治活动。以黄河水灾赈济联合会为基础，11月18日北平11所大中学校学生代表在中国大学召开联席会议，成立「北平大中学校抗日救国学生联合会」（简称“北平学联”）。为便于掩护和公开活动，推选北平市立女子第一中学为“总务”单位，女一中的学生杨彤与郭明秋（共青团员，市团委宣传部长，18岁）先后任执行主席，清华大学化学系学生姚依林（18岁，1935年11月入党）为学联秘书，镜湖中学学生孙敬文（19岁，中共党员）为总交通，东北大学俄语系学生邹鲁风（23岁，次年入党）为总纠察使，燕京大学经济系大四学生黄华（22岁，燕大学生会执行委员会主席，36年1月入党）为总交际。实际领导人为中共北平临时工委组织部长彭涛（辅仁大学学生，22岁）。姚依林事后回忆：“‘一二·九’运动的真正主要负责人，据我看是彭涛同志。在运动中，在整个过程中，经验最丰富的，组织能力最强的是黄敬同志。尽管他组织关系没有恢复”。
11月24日,殷汝耕在通县宣布成立“冀东防共自治政府”,脱离中国政府,其区域甚至包括北平近郊的昌平、顺义、通县，情势十分危急。这逼得宋子文让国民政府铁道部次长曾养甫，通过铁道部科长谌小岑找到中共外围的进步教授吕振羽、再找到北平地下党周小舟，传递国民党要就联合抗日开展国共谈判的消息。11月下旬，北平学联讨论酝酿举行一次请愿活动。1935年11月27日，清华全校学生大会未能通过“响应学联号召，联合北平各大中学校进行游行请愿”的提议。在12月3日的全校大会上通过了游行请愿的决议。
北平学联主要负责人在盔甲厂13号埃德加·斯诺先生的客厅开会并写信给当时民众十分尊敬的宋庆龄，请她指点北平学生应该怎么办。12月初，美国记者艾格尼斯·史沫特莱和埃德加·斯诺转来宋庆龄的答复，明确建议北平大中学生采取行动，说最重要的是行动起来!
1935年12月3日，學聯第三次代表會通過發起請願遊行活動，並否認任何假借民意之自治運動，反對任何脫離中央或類似之華北自治組織。“华北之大，已安放不下一张平静的书桌”，以此为口号争取占大多数的中间派学生投入抗日请愿游行。
12月6日北平15所大中学校发表宣言，反对华北“防共自治”，要求国民党政府讨伐殷汝耕，动员全国对敌抵抗，提出以反对日本帝国主义吞并中国华北为核心的九项政治纲领，呼吁停止内战，共赴国难，团结全国各界民众，武装反抗日本侵略者，为中华民族的独立解放而斗争。此时传来冀察政务委员会将于12月9日成立的消息，于是学联于12月7日决定将请愿活动定于12月9日。12月8日，清华大学、中国大学、东北大学、女一中、北平大学、师范大学、师大女附中、民国大学、志成中学、汇文中学等校代表来到政治气氛宽松的燕京大学男生体育馆开会，会议由女一中的郭明秋主持。讨论了如何向国民党军事委员会北平分会代理委员长何应钦请愿，布置了口号、行动策略和请愿的六条纲领，对游行的时间、地点和路线都作了部署，城内由东北大学带头，城外由燕京大学、清华大学率领。当有人提出“不到八百人是否可以取消游行”时，彭涛回答说：形势到了，就像布满了干柴，一个火星就会燃烧起熊熊大火来。彭涛提出，为了保证行动的成功，要由那些进步力量较强的学校首先上街，造成声势，然后就可以到进步力量较弱而又被学校当局严密控制的学校进行动员，喊他们出来参加游行。请愿六条纲领是：
1. 反对华北自治及其类似组织；
2. 反对一切中日间的秘密交涉，立即公布应付目前危机的外交政策；
3. 保障人民言论、集会、出版自由；
4. 停止内战，立刻准备对外的自卫战争；
5. 不得任意逮捕人民；
6. 立即释放被捕学生。

会后，各校代表回校分头动员。燕京大学为了不走漏风声，在8日晚21时才敲钟召集全体学生大会，在学生会主席张兆麟的主持下，大会通过了次日到北平城内请愿游行。蒋南翔是清华大学地下党支部书记，领导清华大学学生会于8日晚召集全体学生大会通过了12月9日群众游行示威的决定。彭涛、姚依林、郭明秋、黄敬、孙敬文等北平学联领导人于8日晚又在女一中碰头开会，检查准备情况，并作了次日请愿游行的指挥分工。
1935年12月7日或8日，中共河北省委派特派员李常青来到北平，了解中共北平临时工委成员的分歧情况，但未直接表态。
12月9日，《清华大学救国会告全国民众书》被散发，其中说道：“华北之大，已经安放不得一张平静的书桌了！”

## 经过

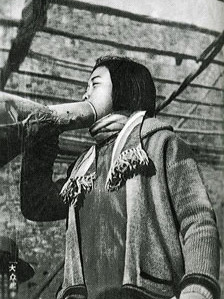
1935年12月9日一二·九运动当天，清华大学社会学系大四女生陆璀（21岁）手持大号扩音筒，站在北京西直门外的一个站台上，向学生和市民群众讲话。邹韬奋主编的《大众生活》第一卷第6期采用拍摄的陆璀喊话照片做了封面，并且加上“大众起来！”这个口号，一二·九运动的报道迅速传遍大江南北与世界各国，这张新闻照片也成了一二·九运动学生形象的代表。事后，陆璀被清华大学开除学籍，并于1936年加入中国共产党。

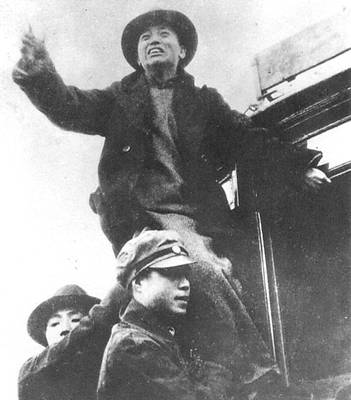
1935年12月16日北平学生大游行中，北京大学数学系学生黄敬在北平天桥地区电车上演讲。下为东北大学学生宋黎在帮扶。

12月9日，北平大、中学校學生在北平学联策划、组织、領導下，針對國民政府即將設立“冀察政務委員會”展開请愿遊行。北平学联设立行动指挥部，姚依林和郭明秋坐镇西单北亚咖啡馆负责各校游行队伍的联络协调；孙敬文任总交通，指挥各校步行与骑车的交通员；黄敬在游行队伍中参与一线指挥；而彭涛则作为此次游行的实际幕后领导人不在游行队伍中露面。
城外参加游行的学生主要来自燕京大学、清华大学，他们计划从这两所大学出发，逐渐壮大队伍，但不料当局关闭了西直门，于是燕大、清华游行学生未能按计划进城到中南海居仁堂面见何应钦并由燕大学生作代表当面递交请愿书斥责国民党的投降卖国政策。
燕京大学男女学生共编成六个大队，每队九十人。清华学生早晨5时集合出发，学生队伍沿平绥铁路线于8时在西直门与燕大学生会合。北平大学农学院20多学生，弘达中学、成达中学的100多名同学也陆续抵达西直门外，聚集已不下两千人，就在城外的空地当作会场，开起群众大会。燕大学生会主席张兆麟、清华大学女生陆璀、燕大学生赵志萱等演讲，控诉日本兵在东北的暴行，指责国民政府的不抵抗政策，明确表示反对成立冀察政务委员会，并领呼口号“打倒日本帝国主义”、“反对华北五省自治”。陆璀回忆：
|  | “那天一早，天还蒙蒙亮，我们就集合了。到了西直门呢，城楼上、城门旁边都有军警在看守，就是不让我们进城。那怎么办呢，我们当时决定，就在西直门城墙旁边召开了一个群众大会。很巧的，我们就把它用来当主席台。同学们临时推举我代表北平学联，向群众讲讲话。我也不知道哪来的勇气，事先也没有准备，但是那种悲愤的心情是大家共有的。所以当我说，北平是我们中国人的北平，现在呢，中国人不能进去，反而日本人在城里横行霸道，请问今日之北平，究竟是谁的天下呢？说到这里，我自己也禁不住声泪俱下了。那么，同学们就举起拳头喊，把日本侵略者赶出去！打倒日本帝国主义！当时这个场面是很动人的。” |

西直门外的群众大会一直开到下午3时，何应钦的代表、北平市社会局局长雷季尚在西直门由门缝中向城外对各校学生代表们说：“诸位的各点要求，已转达何部长，他已全盘接受，请同学们赶快回校……”各校同学又冷又饿，疲惫不堪，分别整队返校。
12月9日清晨，位于西直门内的东北大学召开全体学生大会，传达了北平学联的决定，选举该校政治经济系大二学生在宋黎（东大地下党支部书记，24岁）为“东北大学学生请愿团”总指挥。这时，交通员传来消息，西直门关了，城外的清华大学和燕京大学的队伍被阻于城外，这种情况下，东北大学孤军出动，经新街口、北沟沿转到西四北大街、西四牌楼、府右街前往国民党军事委员会北平分会所在地中南海新华门门前，与东北中山中学队伍会合，其它学校的学生三五成群突破封锁，在新华门前会合了2000多人，向国民政府军政部长何应钦请愿。宋黎、董毓华、陈泽云（于刚）等12人被推选为请愿代表，向何应钦当局提出了北平学联的六项要求。何应钦的秘书侯成作为代表和学生进行了对话，说：何代委员长不在北平，代表们提的要求可以转达；学生们要谅解政府的困难，好好地读书救国；并拒绝了学生代表提出打开西直门让清华、燕京学生进城参加请愿的要求。宋黎当场决定，请愿改为游行示威，并考虑到城内许多学校被军警围堵，学生队伍没有完全拉出来的情况，为了集结同学、壮大队伍、宣传群众、扩大影响，决定游行路线由新华门出发，沿着西长安街经西单、西四牌楼、沙滩、王府井大街，然后到天安门广场集会。一路上冲击遭军警包围的中国大学、北平大学法商学院、师范大学、弘达学院、北平大学医学院、中法大学、女一中、女二中、志成中学、成城中学、镜湖中学、汇文中学、艺文中学、河北高中、孔德中学、竞存中学、精业中学、辅仁大学（刘达等100多学生）、北京大学、中法大学和两吉女中等学校的同学加入游行行列，人数扩大至六、七千人。游行队伍经过北大红楼时，北大历史系同学汪德昭仓促从课堂中跑到楼下打钟，所以北大参加“一二·九”游行是临时参加的。北大化学系大一学生刘居英（18岁）跑到东斋，拿起床单撕开写上“北京大学”四个字，用两个竹杆挑着就出去参加游行。北平当局以为游行队伍要去东交民巷冲击日本使馆，调来大批军警队在王府井南口布置了严密的封锁线，救火车堵塞了街口。最终游行队伍在此地被消防水龙头与军警冲散。宋黎、黄敬等立即决定：“同学们到北大三院集合去!”各校代表在北大三院商讨了下一步的行动，决定从10日起全城总罢课。
12月14日，北平的部分报刊登出了“冀察政务委员会”将在16日成立的消息。北平学联决定12月16日再度举行游行示威，确定的示威游行路线是：先到天桥集合召开市民大会，然后进前门，经天安门，向东单行进，再到外交大楼—“冀察政务委员会”预定成立的地点，举行总示威。各校学生队伍分为四路。第一路共８所学校，由东北大学任领队学校。第二路领队学校是中国大学。第三路领队学校是北京大学。第四路城外各校，领队是清华大学，并汲取一二·九当天城外的学生队伍未能进入西直门的教训，决定除了大队学生由西便门的铁路门入城外，燕大、清华还各派三十名同学提前一天进城，一定要代表燕大、清华和城内各校的同学一齐参加游行示威。12月16日9时，燕大、清华学生代表在西直门内的东北大学宿舍集结，燕大三十人在前，清华三十人居中，后面是二百多人的东北大学的学生队伍，从西直门内北沟沿出发，一面游行示威，一面发动沿途学校的学生来参加，在锦什坊、石驸马大街等地联络、接应了被军警包围校门的北平大学工学院、第三中学、镜湖中学、平民中学、师范大学、民国学院、民国学院附中等，于上午11时会集到天桥召开市民大会。这天游行中黄敬仍担任随队的第一线指挥，黄敬站在北平天桥的有轨电车后面的铁梯上讲演，宋黎在下面撑扶，被新闻记者照了下来公开发表了，这张照片差不多是一二·九的象征，在全国以至世界上都流传甚广。因而在历史叙述中黄敬成为一二·九运动的主要领导和代表人物。在天桥的大会结束后开始示威游行，队伍绵延两里地。当游行队伍到达珠市口时，燕京、清华、平大农学院、孔德中 学等城外的学生队伍经西便门的铁路豁口进城赶来会合。北平已经有60余所大中学校学生参加。此时，游行队伍已达两万多人，比12·9请愿游行的规模大数倍。前门已被军警关闭，并两次鸣枪威胁。游行队伍不得不绕道和平门，遇阻又直奔宣武门。这次学生游行，宋哲元的北平当局有了准备，天近黄昏时，在骡马市大街，军警宪兵以棍棒、大刀背、水龙头，清场驱散学生，各校受伤者二百五十多人，还有二十二人被捕。12月22日，在中国大学逸仙堂，北平学联在这里举行血衣展览和控诉大会，“血淋淋铁的事实”7个大字下面，500多件学生的血衣令人触目惊心，到会两千多名各校学生代表一致要求发表文告，向南京政府和北平当局提出强烈抗议。被捕学生一个星期后没有受审讯，便被燕京大学校长陆志韦、清华大学校长梅贻琦和其他几个大学校长联合保释。

## 后续学生行动
1935年12月20日，北平当局“下令解散平津学联”。平津学联被迫转入地下活动。北平学联在女一中呆不住，便转移到了汇文中学。这时邓力群正在汇文中学读高中三年级，担任学联开会时的保卫放哨等工作。 为抑制学生运动迅猛发展，北平当局宣布各校提前放寒假，学生一律限期离校，以使学生分散，孤立各校2000多积极参加的学生。彭涛、黄敬、郭明秋、姚依林、高慧如等在位于辟才胡同“同一个”洋车厂的彭涛住处开会，接受了黄敬的建议：为保持学生运动的势头利用寒假发动学生到平、津以南的河北省中小城镇和农村地区宣传抗日救亡，发动工农群众，同时在平津学生队伍中锻炼出一批经得起考验的骨干。北平学联一共组织了四个扩大宣传团，多为“一二·九”运动中的骨干和积极分子，共计500人左右。设不公开的党团，书记彭涛，与黄敬带队南下，姚依林与郭明秋在北平留守组织后援；同时设总指挥部，由中国大学政治经济系大三学生董毓华（27岁）、北平师大学生江明（姜文彬，24岁）、东北大学学生宋黎组成，均为党团成员。
- 第一团由北平东城的北京大学、中国大学、中法大学等各校同学组成，团长为北大物理系大三学生韩天石（北大学生会主席，21岁）。
- 第二团由北平大学法商学院等西城、南城各校同学组成。团长为北平师大的江明（姜文彬）。1月15日，第二团在新城县的辛立庄，遭到北平侦缉队特务和保安队的堵截，除一部分团员突围出去寻找第一团外，其余的人都被特务绑架到卡车上，押送回到北平。
- 第三团由西郊和别处同学组成。由清华大学的蒋南翔，燕京大学的黄华，辅仁大学的曹嵩龄组成指挥部。1936年1月4日上午在蓝靛厂集结出发。埃德加·斯诺及其夫人海伦·斯诺（笔名尼姆·威尔斯）以及几个外国记者，按事前的约定来拍照、采访兼送行。美国米高梅公司还有人来拍了电影。
  - 第一大队：清华五十个同学编成
  - 第二大队：燕大同学四十六人，贝满女中、华光女中同学三人编成
  - 第三大队：辅仁大学、中法大学、朝阳和市一中等校同学五十多人编成
- 第四团由北洋工学院等天津同学组成。负责人南开大学李明义(后改名李哲人）和北洋大学徐瑞恩。

学生步行南下，每到一个集镇人多之处，即张贴标语，演讲，唱歌，演街头短剧，召开群众大会。南下学生也看到北方农村的经济凋敝、贫穷落后，农民受到极残酷的剥削，对国家大事闭塞无知，但纯朴憨厚，热情直率，在明白抗日的道理后，即坚定表示决不做亡国奴，要打走日本人。
1936年1月8日，四个扩大宣传团由不同路线来到固安县城会合。固安县长边应侪紧闭城门禁止学生进入。四个学生宣传团只好住在四门城关的大车店。1月9日由董毓华代表平津学生扩大宣传指挥部作了总结报告。第三团学生继续南下至高碑店，遭到县局警察和北平侦缉队便衣警察的围困搜查，被迫乘火车返校。第一、二团走到了保定后返校。1月下旬，北平市委书记林枫（1935年12月20日由河北省委任命并到任）与姚依林、黄敬等开会，决定以“平津学生南下扩大宣传团”为基础组建全市的民族解放先锋队（简称“民先”），并由黄敬任“民先”党团书记；设立北平学联党团，成员有姚依林、黄敬、孙敬文、郭明秋（已经由团员转党）、黄华（当时称王其梅），姚依林任书记。1936年2月1日在北平师范大学举行了“民先”第一次代表大会，当时有队员300人左右，分为26个分队，大会决定把南下扩大宣传团第一、二团在保定成立的“民族解放先锋队”和第三团在高碑店成立的“中国青年救亡先锋队”合并组成“民族解放先锋队”，原“中华民族自卫委员会”北平分会并入“民先”。通过了“民先”的“斗争纲领”和“工作纲要”。民先北平总队部第一任总队长敖白枫（高锦明）。1936年5月，高锦明调任中共北平西区区委书记，清华学生李昌接任总队长，组织北平各级民先组织层层选举，并于8月召开北平民先代表大会，动员同学利用暑假回乡发展民先组织，至1936年10月已在30个县市有了民先组织，包括里昂、东京、巴黎等国外6个城市。1937年2月4日至9日在北平召开了第一次全国代表大会，当时队员有6000多人，到会代表24人，代表18支地方队伍，大会决定在原名“民族解放先锋队”之前冠以“中华”二字，正式成为全国性的青年骨干组织，称为“中华民族解放先锋队”，简称“全国民先”。这次代表大会上，选举李昌为全国民先总队长，与李哲人、刘导生等七人共同组成全国总队部，由北平学委领导。大会通过了中华民族解放先锋队组织法和告队员书。“民先”作为中共外围组织，在全国大中学校学生中宣传鼓动，吸收成员，为抗日青年投奔延安及各抗日根据地做了大量宣传、组织上的准备。
1936年2月中旬，南京国民党政府认识到全国各地学生受一二·九运动影响，抗日救亡运动烈火燎原，于是颁布了《维护治安紧急治罪法》，又发布命令取缔平、津学联。北平当局对各校学生大逮捕了二百多人。北平的河北省立高中高二丙班18岁学生郭清被捕后受刑挨打，于3月9日庾死狱中。北平学联于3月31日上午9时在沙滩的北大三院礼堂召开郭清的追悼会，由北大学生会主席韩天石主持，东北大学学生王庸从棺材铺借来一口空棺材放在礼堂中央，到会一千多各校的民先队员和积极分子，被地方军警包围，学生抬棺冲出到北池子大街游行，被军警冲散，53名学生（包括17名女生）与1名记者被捕羁押于北新桥炮局子陆军监狱，为“三三一事件”。另，清华大学教授张申府与夫人刘清扬支持学生请愿并参与筹备召开华北各界救国会，在1936年2月29日北平军警宪兵包围清华大学大搜捕时被抓，当年5月被冯玉祥保释出狱，这时张申府也与“三三一事件”被捕学生关押于同一囚室。张申府的夫人刘清扬也被关在这所监狱与两名“三三一事件”被捕女同学在另一间小牢房内。北平党组织负责人王世英做了取代何应钦主政北平的宋哲元的工作，以各校校方名义陆续在半个月后保释被捕学生。 
1936年3月，北平学联与天津、上海、杭州四地学生代表在杭州召开成立中国学生救国联合会大会筹备会，成立“全国学联筹备会”，并决定出版相关刊物《学生呼声》，宣传全国学联抗日救国主张，由清华大学女生陆璀、北大学生唐守愚任编辑。1936年5月29日与30日两天，在上海的基督教青年会全国协会正式召开了中国学生救国联合会（简称“全国学联”）的成立大会，与会者有广州、南京、 上海、北平、天津、保定、济南、青岛、温州、徐州、武汉、杭州、厦门、香港、巢县、宜兴、苏州、广西等地学联代表28人，全国学联定名为定名为 “中国学生救国联合会”，通过了各项救国主张，选举北大历史系学生刘导生（23岁，中共党员）为执行委员会主席。全国学联参加了宋庆龄、马相伯、沈钧儒、章乃器等出面号召的“全国各界救国代表大会”，并参加了“世界学生保障和平自由文化联合会”(简称“世界学联”)。全国学联宣传部长陆璀出席了1936年8月31日至9月6日在瑞士日内瓦召开的世界青年大会，向大会作报告宣传中国学生抗日救亡运动。

## 全国响应
一二·九运动得到全国人民的支持和响应。一二·九运动爆发的第二天，杭州、广州、武汉、南京、上海、长沙、太原、桂林、重庆、西安、开封、南昌和香港等许多大中城市的广大师生纷纷上街游行集会，通电支持北平、天津的学生抗日救亡运动，要求国民党政府停止攘外必先安内，一致抗日。
一·二九”运动消息次日传到杭州，浙大又率先响应北平的斗争,浙大学生冒雪游行示威,成立“学联”,运动影响全国。
天津法商学院的学生党员朱纪章、 郝金贵等，与进步教授杨秀峰、温公健决定，由法商学院的学生牵头，12月18日在天津举行请愿、游行、示威，得到了南开大学、南开中学、汇文中学、北洋工学院、天津师范学院、扶轮中学、河北工业学院、震中中学等校学生的积极参与，并顺势成立“天津学生联合会”，宣布从12月19日起天津市各校总罢课。朱纪章等人与北平学联取得了联系，成立了“平津学生联合会”。
北平学联派遣清华大学中文系大二女生韦毓梅（22岁）到上海串联，12月17日，在上海51所中学的代表成立上海中学学联会议上韦毓梅介绍了“一二·九”运动的情况。12月18日，上海80多所中学学生组织发表联合宣言，反对华北自治。12月19日当晚上海各大学、中学学生举行游行。上海地下党领导的左翼文化同盟和中央文委决定，以上海各界救国会筹备会名义于12月24日举行一次社会各界参加的大规模的游行示威，由文总党团负责人王翰担任总指挥。12月24日，复旦大学学生组织请愿团从上海站乘火车去南京“请愿讨逆”，在无锡被当局拦截押送回沪。无锡学生赶到火车站声援，顺势成立无锡学生救国联合会。
陕甘苏区学生联合会也发出响应的通电，12月18日，中华全国总工会发表《为援助北平学生救国运动告工友书》，号召全国工友起来抗议出卖华北与屠杀（事实上并未有屠杀）、逮捕爱国学生。鲁迅、宋庆龄等爱国知名人士也撰文赞扬爱国学生的英勇奋斗精神，捐款支持学生抗日救国运动。 
12月25日，蒋介石的国民政府通令南京、上海、武汉等地戒严，禁止游行罢课，否则以犯法论处。

## 評價
余英时认为，这场运动给南京国民政府的攘外必先安內的国策带来压力，改善了中共的处境。
毛泽东对一二·九抗日救亡运动多次给予高度评价。毛泽东反对一二·九运动不如五四运动的说法，一再讲，一二·九”运动以后“事情就逐渐好办了”；“现在中国的情况跟过去大大地不同了，现在的事情不是比过去难办，而是比过去好办多了”。1936年7月，毛泽东会见随同埃德加·斯诺去陕北的黄华时说：一二·九运动是五四运动以来最伟大的群众运动；只是因为消息闭塞，在一二·九之后好久才知道，还说北京的年轻人干得好哇。“作为军事‘围剿’的结果的东西，是红军的北上抗日；作为‘文化围剿’的结果的东西，是1935年一二•九青年革命运动的爆发。而作为这两种‘围剿’之共同结果的东西，则是全国人民的觉悟。”在1939年12月9日纪念一二·九运动四周年大会上说：
|  | 红军经过了万里长征，在一九三五年十月到达陕北吴起镇。当时敌人还在进攻我们。那年的十一月下旬，在富县我们还打了三个月胜仗。在祝捷声中，在十二月十日，一听到北平一二九运动的消息，我们心里好不欢喜，红军同志完成了这么伟大的长征，学生同志在北平发动了这样伟大的救亡运动，两者都是为解放民族和解放人民而斗争，其直接意义都是推动抗日战争。所以，一二九运动在历史上讲，是抗日战争准备的一个非常重要的方面。 一二·九运动是动员全民族抗战的运动。它准备了抗战的思想，准备了抗战的人心，准备了抗战的干部。 一二·九运动发生在红军北上抗日到达了陕北之时。红军二万五千里长征的胜利帮助了一二·九运动，同时，一二·九运动也帮助了红军。这两件事的结合就帮助了全民抗战的发动，帮助了中华民族。 |

埃德加·斯诺在《我在旧中国十三年》一书中这样记述了这场运动：“这是我们第一次看到中国知识青年所表现出来的政治勇气。情景振奋人心；无论是对参加者还是旁观者来说，都是如此。 ”

## 影响
一二九运动中锻炼出一大批大中学校的骨干，後来成为中國共產黨和中國人民解放軍新生力量。参加了一二·九运动后来成为中華人民共和國开国将军的有23人：
- 谷景生
- 李伟：清华大学土木与环境工程系
- 李东野：北平东北大学
- 吴恺：南开大学和中央航空学院
- 吴涛：中国大学
- 谢云晖：北京大学
- 刘居英：北京大学化学系，1955年少将
- 王振乾：东北大学边疆政治学系俄文组大二学生

参加了一二·九运动后来成为省部级以上的有：
- 康世恩：河北省立北平中学高三学生
- 袁宝华：北京大学
- 黄华：燕京大学经济系
- 黄敬：北京大学数学系
- 宋黎：东北大学经济系大二
- 邹鲁风：东北大学边政学系俄文组大三学生
- 关山复：东北大学边政学系俄文组大三学生
- 王一伦：东北大学边政学系俄文组大三学生
- 胡焜：东北大学经济系大四学生
- 高锦明（又名敖白枫）：东北大学预科补习班学生
- 林一山：北平师大的大一学生
- 杨秀峰：北平师大教授。
- 于刚：北平师大历史系大二学生。
- 张连奎：北平师大体育系大三学生
- 江明（姜文彬）：北平师大体育系学生

1935年，东北大学体育专修科音乐教师阎述诗亲身经历了一二九运动。1936年，阎述诗谱写了歌曲《五月的鲜花》，一问世就在中国民众中引起强烈共鸣，迅速传唱全国并流传至今。
时至今日，中国大陆的一些学校会在每年的12月9日举行纪念活动，如清华大学、北京大学、中国人民大学的一二·九合唱；复旦大学的一二·九歌会，华中科技大学的一二·九诗赛，山东经济学院的一二·九长跑等。
一二·九運動之後，反對中國共產黨的學生們自發組織了「新學聯」，與「北平市學生救國聯合會」相互對抗，其主張：「中國無條件的統一，真正的統一，實質的統一」，被中共形容為「反黨的小團體」、「右傾機會主義分子徐芸書（原共產黨黨員）、高阮等」。
一二·九運動中的许多人物后来成了中共历史上的有重要影响的人。譬如黄敬后来和女青年李云鹤交好，而李云鹤则是毛泽东的夫人江青，黄敬本人的儿子俞正声是中国当代的高级干部，中共政治局常委。姚依林曾在六四事件中支持对学生的镇压，并成为中共政治局常委。谷景生则后来成了有望成为中共政治局常委的薄熙来的岳父，他的女儿谷开来的案件牵扯出一大批人物。
目前，在北平輔仁大學校園舊址（今北京師範大學北校區，定阜大街），留有一座輔大教授啟功落款的「一二·九運動紀念碑」。在北京卧佛寺附近的樱桃沟修建有彭真题字的“一二九运动纪念亭”。